# لويس د. كامبل
لويس د. كامبل (بالإنجليزية: Lewis D. Campbell)‏ هو دبلوماسي ومحامي وسياسي أمريكي، ولد في 9 أغسطس 1811 في فرانكلين في الولايات المتحدة، وتوفي في 26 نوفمبر 1882 في هاملتن في الولايات المتحدة. حزبياً، نشط في حزب اليمين والحزب الجمهوري والحزب الديمقراطي. وقد انتخب سفير وانتخب عضو مجلس النواب الأمريكي.